# Mario Puelma
Mario Puelma (* 30. Juli 1917 in Santiago de Chile; † 1. Oktober 2012 in Zürich) war ein Schweizer Altphilologe chilenischer Herkunft, der ab 1951 an der Universität Freiburg (Schweiz) lehrte. Er beschäftigte sich besonders mit der römischen Elegie.

## Leben
Mario Puelma studierte Klassische Philologie an der Universität München bei Franz Dirlmeier, Rudolf Till, Walter Otto und Ferdinand Sommer. Kurz vor dem Ausbruch des Zweiten Weltkriegs wanderte er in die Schweiz aus und setzte sein Studium an der Universität Zürich fort. Dort prägten ihn besonders die Philologen Ernst Howald, Eduard Norden und Fritz Wehrli sowie die Sprachwissenschaftler Manu Leumann und Ernst Risch.
1947 schloss Puelma sein Studium mit der Promotion ab. In seiner Dissertation, die er 1949 in erweiterter Form veröffentlichte, behandelte er den Dichter Lucilius. Er sah ihn als ersten römischen Dichter an, der das Stilideal des Kallimachos umgesetzt habe. Diese These wurde in der Fachwelt kritisch aufgenommen und heute von der Mehrheit der Forscher abgelehnt. Dagegen hob Ulrich Knoche lobend hervor, dass Puelma die Trennung der Epigramme von der Satura richtig betone.
Nach der Promotion arbeitete Puelma einige Jahre an der Universität Tübingen, ehe er 1951 als Gastprofessor für Klassische Philologie an die Universität Freiburg in der Schweiz ging. Dort erhielt er 1951 einen Lehrauftrag, wurde 1953 zum ausserordentlichen Professor und 1960 zum ordentlichen Professor ernannt, bis er 1988 emeritiert wurde. Im akademischen Jahr 1964/1965 war er Dekan der philosophischen Fakultät.
In den 1970er Jahren trat Puelma an der Universität Freiburg für die Gleichstellung des Deutschen gegenüber der französischen Sprache ein. Nach dem Putsch in Chile 1973 schrieb er ein Buch, in dem er Salvador Allendes Politik analysierte.
Im Dezember 2013 wurde seine große Fachbibliothek im Rahmen einer Privatspende an die Universitätsbibliothek Wuppertal übergeben. Damit kam seine Witwe Olga Puelma (1927–2019) seinem Wunsch nach, seinen Literaturbestand inklusive privater Archivalien dem Studium der Klassischen Philologie zu stiften. Die Spende besteht aus mehreren tausend Büchern.

## Schriften (Auswahl)
- Lucilius und Kallimachos. Zur Geschichte einer Gattung der hellenistisch-römischen Poesie. Frankfurt am Main 1949. Nachdruck New York 1980
- Chile 1970–1973. Die Zerschlagung einer Demokratie; Allendes chilenischer Weg zum sozialistischen Volksstaat. Bern 1974. Nachdruck 1975
- Der Dichter und die Wahrheit in der griechischen Poetik von Homer bis Aristoteles. Freiburg (Schweiz) 1989
- Irène Fasel (Hrsg.): Labor et lima. Kleine Schriften und Nachträge. Basel 1995. ISBN 3-7965-0976-2.